# Werner Schulz
Werner Gustav Schulz (n. 22 ianuarie 1950, Zwickau, Land Sachsen⁠(d), RDG – d. 9 noiembrie 2022, Berlin, Germania) a fost un politician german ( Alianța '90/Verzii). Din 1990 până în 2005 a fost deputat în Bundestag-ul german și, între 2009 și 2014, deputat în Parlamentul European (PE). Schulz este considerat singurul activist pentru drepturile civile din Germania de Est care a predominat permanent în partidul său.

## Pregătire și carieră ca om de știință
Werner Schulz a crescut în Zwickau, fiind fiul unui antreprenor independent de transport și fost ofițer profesionist dintr-o familie dominată de social-democrați.  Din 1964 până în 1968, a urmat Liceul Superior „ Käthe Kollwitz⁠(d) ”. Tatăl său i-a interzis să se alăture Tinerilor Pionieri. A primit o diplomă în Tehnologia Alimentară la Universitatea Humboldt din Berlin în 1972. Din 1974 a lucrat ca asistent de cercetare la Universitatea Humboldt.